# David C. Shanks

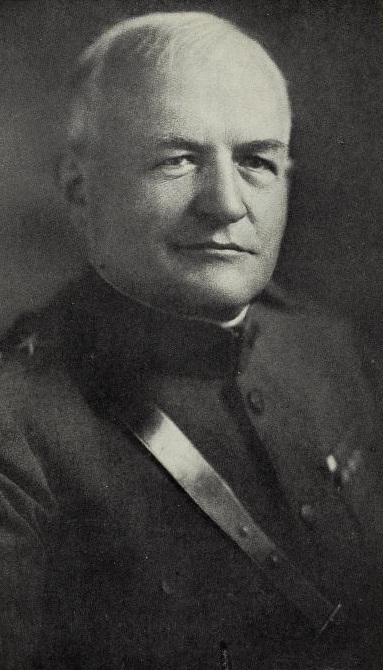
David C. Shanks Jr.

David Cary Shanks Jr. (* 6. April 1861 in Salem, Virginia; † 10. April 1940 in Washington, D.C.) war ein Generalmajor der United States Army. Er war unter anderem Kommandeur mehrerer Infanteriedivisionen.
David Shanks war ein Sohn von Oberst Davis Cary Shanks Sr. (1825–1900) und dessen Frau Sarah Medora Boone (1829–1914). Der Vater hatte während des Amerikanischen Bürgerkriegs im Heer der Konföderation gedient und es dort bis zum Colonel (Oberst) gebracht. Der jüngere Shanks studierte bis 1879 am Roanoke College und durchlief in den Jahren 1880 bis 1884 die United States Military Academy in West Point. Am 15. Juni 1884 graduierte er als 33. von 37. Absolventen. Nach seinem Abschluss wurde er als Leutnant der Infanterie zugeteilt. In der Armee durchlief er anschließend alle Offiziersränge vom Leutnant bis zum Zweisterne-General.
In den folgenden Jahren bis 1899 war er an verschiedenen Standorten in den Vereinigten Staaten stationiert. Dazu zählten auch Außenposten wie Fort Maginnis im damaligen Department of Dakota, Fort Gibson im damaligen Indianerterritorium im heutigen Oklahoma und Fort Clark in Texas. Zwischenzeitlich war er aus gesundheitlichen Gründen vom Dienst befreit. Zwischen September 1890 und Juni 1894 war er mit dem 18. Infanterieregiment in Texas stationiert. Danach war er bis 1898 Lehrer am Virginia Polytechnic Institute.
Während des Spanisch-Amerikanischen Kriegs war David Shanks in Richmond in Virginia stationiert, wo er unter anderem für die Musterung von Kriegsfreiwilligen zuständig war. Zu einem Kriegseinsatz kam er nicht. Trotzdem stieg er bei den Freiwilligen bis zum Major auf. Diesen Rang verlor er, als er nach dem Krieg in der regulären Armee wieder als Hauptmann geführt wurde. Während des folgenden Philippinisch-Amerikanischen Kriegs wurde Shanks mit dem 18. Infanterieregiment in die philippinische Provinz Iloilo versetzt, wo er zwischen 1899 und 1901 verblieb.
David Shanks blieb auch in den folgenden Jahren bis 1904 bei diesem Regiment. Dabei war er zwischen 1901 und 1903 in Fort Douglas stationiert, ehe er auf die Philippinen zurückkehrte. Zwischen Juli 1903 und Oktober 1905 war er Gouverneur der Provinz Cavite. Nach seiner Beförderung zum Major wurde er mit dem 4. Infanterieregiment zunächst nach Fort Slocum im Bundesstaat New York und dann nach Wyoming versetzt. Zwischen 1909 und 1912 diente er an verschiedenen Stützpunkten innerhalb der USA unter anderem als Rekrutierungsoffizier. Im Jahr 1913 absolvierte er das Command and General Staff College, anschließend wurde er der militärischen Aufsichtsbehörde Inspector General für den westlichen Teil der USA zugewiesen. Seit August 1914 bekleidete er den Rang eines Obersts (Colonel). In den Jahren 1915 bis 1917 bekleidete er das Amt des Inspector General der auf den Philippinen stationierten Armeeeinheiten.
Nach dem amerikanischen Eintritt in den Ersten Weltkrieg wurde der inzwischen zum Brigadegeneral beförderte Shanks Kommandeur des amerikanischen Ausschiffungshafens (Hoboken Port of Embarkation). Diesen Posten hatte er zwischen Juli 1917 und September 1918 inne. Anschließend übernahm er das Kommando über die neu aufgestellte und nur für kurze Zeit existierende 16. Infanteriedivision. Diese Einheit kam nicht mehr in Europa zum Kriegseinsatz, weil der dortige Waffenstillstand im November 1918 eine Verlagerung der Einheit nach Europa überflüssig machte. Danach kehrte Shanks zum Hafen Hoboken zurück, der nun als Hafen der Kriegsheimkehrer diente. Dieses Kommando bekleidete er zwischen Dezember 1918 und April 1920. Zwischen Mai und September 1920 kommandierte David Shanks die 5. Infanteriedivision. Danach bekam er das Kommando über die First Corps Area in Boston in Massachusetts. Zwischen Juli und November 1921 kommandierte er die 1. Infanteriedivision. Anschließend erhielt er mit dem Kommando über die Fourth Corps Area in Atlanta in Georgia sein Letztes Kommando, das er bis 1924 ausübte. Im August 1923 war er einer der Sargträger bei der Beisetzung des verstorbenen Präsidenten Warren G. Harding.
Im Jahr 1925 ging David Shanks in den Ruhestand, den er in der Bundeshauptstadt Washington verbrachte. Er verfasste sowohl während seiner Militärzeit als auch danach zahlreiche Bücher und Artikel vorwiegend zu militärischen Themen. Die United States Navy, die ihm bereits einen Orden für die gute Zusammenarbeit während seiner Zeit im Ausschiffungshafen während des Ersten Weltkriegs verliehen hatte, benannte das Truppentransportschiff USNS David C. Shanks (T-AP-180) nach ihm. Die Armee benannte zwischenzeitlich den mittlerweile aufgegebenen Stützpunkt Camp Shanks nach ihm. David Shanks war seit 1893 mit Nancy Wright Chapman (1868–1954) verheiratet, mit der er zwei Töchter hatte. Er starb am 10. April 1940 in Washington und wurde auf dem Nationalfriedhof Arlington beigesetzt.

## Orden und Auszeichnungen
David Shanks erhielt im Lauf seiner militärischen Laufbahn unter anderem die Army Distinguished Service Medal und die Navy Distinguished Service Medal.